# Жан де Майоль
Жан Марі П'єр Луї де Майоль де Люпе (фр. Jean Marie Pierre Louis de Mayol de Lupé; 21 січня 1873, Париж — 28 червня 1955, Версаль) — французький католицький священник. Військовий капелан французького Волонтерського Легіону, підрозділу 33-ї гренадерської дивізії СС «Шарлемань» (1-ї французької) під час Другої світової війни, штурмбаннфюрер військ СС. Прелат (не єпископ), йому дозволено було носити звання «Монсеньор».

## Життєпис
Жан де Майоль народився на вулиці Феру в 6-у районі м. Парижу в дворянській родині графів Люпе (за свідоцтвом короля — у 1707—1737 рр.). Його батько був монархістом Анрі де Майоль де Лупе, матір — Еліса Караччоло, з неаполітанської знаті. Весь час він виступав проти символів не монархічної Французької Республіки: марсельєзний і трикольоровий прапор. Навчався в школі-інтернаті в Пуату в бенедиктинському абатстві. Після вишколу 10 червня 1900 р. він був висвячений на священника, і став церковним лицарем військового і релігійного порядку у Константіанському священному і військовому ордені святого Георгія.
Під час Першої світової війни він служив 41-м військовим капеланом (ялмужник) у 1-й кавалерійській дивізії Франції. Він був узятий у полон у 1914 р., де пробув два роки, потім звільнився, повернувся на фронт, де був серйозно поранений у Соммі 1918 р.. Його нагороджували в армії багато разів за його мужність (у тому числі Військовий хрест 1914-1918 (Франція), Медаль біженців). Його відрізняла відвертість й людяність, ризикував життям багато разів щоби принести віру до вмираючих солдатів. Він був відправлений в Сирію і Ліван, був оголошений кавалером ордену Почесного легіону. Він звільнився з армії в 1927 р. через хворобу.
Повернувся до цивільного життя. Він видавав бюлетень «Bulletin de St Mayol» (у 1927—1936 рр.) за допомогою свого двоюрідного брата барона Марселя Німецького, Хав'єра герцога Пармського. Жан де Майоль звернувся до Міністерством народної освіти Франції організувати різні культурні місії. Саме в цьому контексті йому сприяли посол Андре Франсуа-Понсе, маршал Юбер Ліоте, президент Жозеф Кайо. Легітиміст Жан де Майоль є капелан Жака де Бурбон (1870—1931), Хайме герцог Мадридський, глава дому Бурбонів і зробили кавалером ордену Святого Духа. Серед претендентів на трон Франції Жан де Майоль висував Альфонса-Шарля де Бурбона (1849—1936). У 1935 р. він захищав права Бурбонів (1886—1934), Хав'єра герцога Пармського (Герцогство Парма). Від 1936 р. проявив вірність Альфонсо XIII королю Іспанії, став новим лідером для Дому Бурбонів і легітимістів того часу (Ерве Піноту), звернув їх увагу до Салічної правди.
У 1938 р. ходив на Конгрес НСДАП в Нюрнберзі, мав симпатії до націонал-соціалізму.
Під час іспанської громадянської війни він звертався до Франсіско Франко у справі баскського націоналіста Хуан де Аджуріугера Очдіаніо.
Визнав Режим Віші. У 1941 р. він став головним військовим капеланом Легіону французьких добровольців на Східному фронті. У 1942 р. він був нагороджений Залізним хрестом, про нього повідомляв журнал «Сигнал». Від липня 1944 р. служив в 33-й гренадерській дивізії СС «Шарлемань» (1-а французька). Був на фронту в Померанії, осів у Мюнхені коли прибули союзники СРСР в квітні 1945 р., служив при місцевому монастирі.
Після Другої світової війни він повернувся до Франції, де в 1947 р. його заарештували й засудили до 15 років ув'язнення (сидів у в'язниці «Фреснес»). Було майно конфісковано в нього, оголошена була йому публічна зневага. Однак у 1951 році він був умовно звільнений.
Він помер у Версалі в 1955 р., у монастирі. Похований в Люпе.

## Твори
- (фр.)Mayol de Luppé (1934). La maison de Bourbon et ses branches actuelles. 37. Moulins: Bulletin de la Société d'émulation du Bourbonnais: 315—318. Архів оригіналу за 18 серпня 2018. Процитовано 2 червня 2018.
- (фр.)Mayol de Luppé (1935). La maison de Bourbon et ses branches actuelles (suite). 38. Moulins: Bulletin de la Société d'émulation du Bourbonnais: 151—154. Mayol1935. Архів оригіналу за 18 серпня 2018. Процитовано 2 червня 2018.

## Нагороди

### Франція
- Круа-де-Герр[6]
  - зразка Першої світової війни з двома пальмовими гілками і чотирма зірками
  - зразка уряду Віші з пальмовою гілкою (27 серпня 1942)
- Медаль «За втечу»[6]
- Медаль «За поранення на війні»[6]
- Хрест бійця[6]
- Пам'ятна медаль війни 1914-1918[6]
- Медаль Перемоги[6]
- Орден Почесного легіону[6]
  - кавалер (червень 1920)
  - офіцер
- Воєнний хрест за закордонні військові операції з сімома відзнаками, в тому числі двома пальмовими гілками і двома зірками[6]
- Колоніальна медаль із застібкою «Марокко»[6]
- Пам'ятна медаль Сирії-Кілікії[6]
- Пам'ятна медаль Марокко

#### Легітимісти
- Орден Святого Духа, командорський хрест
- Орден святого Михайла, кавалер

### Третє болгарське царство
- Орден «За громадянські заслуги» (Болгарія) 3-го ступеня
- Орден «Святий Олександр», лицарський хрест і медаль заслуг

### Третій Рейх
- Залізний хрест
  - 2-го класу (26 червня 1942)[6]
  - 1-го класу[2]
- Хрест Воєнних заслуг 2-го класу з мечами[2]
- Нагрудний знак «За поранення» в чорному[2]

### Інші країни або династії
- Медаль короля Альберта (Бельгія)[6]
- Орден Ізабелли Католички, великий хрест (Іспанія)[6]
- Константинівський орден Святого Георгія, лицарський хрест (Неаполітанські Бурбони)
- Хрест Єрусалимського паломника (Ватикан)